# Santiago Ramírez (calciatore 2001)
Santiago Valentín Ramírez Polero, noto semplicemente come Santiago Ramírez (Mercedes, 3 settembre 2001), è un calciatore uruguaiano, attaccante del Dep. Maldonado.

## Biografia
È fratello minore di Juan Ignacio Ramírez, anch'egli calciatore professionista.

## Caratteristiche tecniche
È un'ala sinistra.

## Carriera
Cresciuto nel settore giovanile del Nacional, debutta in prima squadra il 15 gennaio 2021 in occasione della finale del Torneo Intermedio della Primera División Profesional vinto ai rigori contro i Montevideo Wanderers.

## Statistiche
Statistiche aggiornate all'8 marzo 2021.

### Presenze e reti nei club
| Stagione        | Squadra         | Campionato      | Campionato | Campionato | Coppe nazionali | Coppe nazionali | Coppe nazionali | Coppe continentali | Coppe continentali | Coppe continentali | Altre coppe | Altre coppe | Altre coppe | Totale | Totale | Totale |
| Stagione        | Squadra         | Comp            | Pres       | Reti       | Comp            | Pres            | Reti            | Comp               | Pres               | Reti               | Comp        | Pres        | Reti        | Pres   | Reti   |        |
| --------------- | --------------- | --------------- | ---------- | ---------- | --------------- | --------------- | --------------- | ------------------ | ------------------ | ------------------ | ----------- | ----------- | ----------- | ------ | ------ | ------ |
| 2020            | Nacional        | PD              | 4          | 0          |                 | -               | -               | CL                 | 0                  | 0                  |             | -           | -           | 4      | 0      |        |
| Totale carriera | Totale carriera | Totale carriera | 4          | 0          |                 | -               | -               |                    | 0                  | 0                  |             | -           | -           | 4      | 0      |        |

## Palmarès

### Competizioni nazionali
- Supercopa Uruguaya: 1

Nacional: 2021
- Campionato uruguaiano: 1

Nacional: 2022